# Microrégion du littoral du Piauí

Localisation de la microrégion du littoral du Piauí

La microrégion du littoral du Piauí est l'une des deux microrégions qui subdivisent le nord de l'État du Piauí au Brésil.
Elle comporte 14 municipalités qui regroupaient 293 192 habitants en 2006 pour une superficie totale de 9 658 km².

## Municipalités[1]
- Bom Princípio do Piauí
- Buriti dos Lopes
- Cajueiro da Praia
- Caraúbas do Piauí
- Caxingó
- Cocal
- Cocal dos Alves
- Ilha Grande
- Luís Correia
- Murici dos Portelas
- Parnaíba
- Piracuruca
- São João da Fronteira
- São José do Divino